# Eggman
 (avril 2013).
Si vous disposez d'ouvrages ou d'articles de référence ou si vous connaissez des sites web de qualité traitant du thème abordé ici, merci de compléter l'article en donnant les références utiles à sa vérifiabilité et en les liant à la section « Notes et références ».
Docteur Ivo Robotnik (alias Eggman) est l'ennemi de Sonic dans la série de jeux vidéo Sonic the Hedgehog. Son designer est Naoto Ōshima,. Il est un des vilains scientifiques et l'un des antagonistes les plus célèbres de l'histoire des jeux vidéo, aux côtés de Bowser de la série Mario et Ganon de la série The Legend of Zelda.

## Présentation

### Apparence
Il est obèse, avec un corps en forme d'œuf (d'où son surnom, Eggman signifiant littéralement l'homme-œuf) et arbore une grosse moustache imposante. Il est parfois dessiné avec de longs bras et pieds filiformes et parfois avec des membres plus courts. Il a tendance à utiliser exclusivement les combinaisons de couleur rouge et noir et est souvent dépeint avec des lunettes pince-nez teintées. Dans d'autres descriptions ses yeux sont noirs avec des pupilles rouges, mais ses lunettes lui donnent une apparence de scientifique.

## Histoire
Les origines d'Eggman sont inconnues dans les jeux vidéo ; on sait juste que c'est un brillant scientifique qui veut conquérir le monde et asservir tous les êtres vivants et il fait partie de la race des humains.
D'après la bande-dessinée américaine non officielle de Sonic 1, et des comics Fleetway, le docteur Eggman s'appelait au début Ovi Kintobor, et avait un bon cœur. Il trouva un jour Sonic, égaré, et l'hébergea ; c'est d'ailleurs lui qui rendit Sonic bleu. Kintobor travaillait sur une machine qui avait pour but de faire passer le maléfice d'un objet dans un autre grâce à la Chao Emerald grise. Mais un jour, il fit exploser sa machine en remplaçant l'émeraude par un œuf pourri, Kintobor a alors fusionné avec. L'explosion le rendit fou, et l'œuf eut pour effet de le grossir énormément. C'est ainsi qu'il devint Ivo Robotnik (qui est en fait Ovi Kintobor à l'envers). Ce Robotnik est souvent plus cruel que l'Eggman des jeux vidéos, notamment en tentant ouvertement de tuer et d'y prendre du plaisir.
Il a construit de nombreux vaisseaux volants comme le Egg Carrier et une station spatiale appelée Death Egg. Il a aussi construit un grand nombre de robots, un certain nombre ressemblant soit à Sonic, soit à lui-même... Dans la plupart des jeux vidéo, le vilain principal est le boss final battu par le joueur. Eggman, au contraire, apparaît comme le boss du jeu vidéo de chaque niveau dans la plupart des jeux Sonic, dans une Egg Mobil différente à chaque fois.
Une jeune fille apparaissant comme fantôme dans Sonic Adventure 2 et dans Shadow the Hedgehog, Maria Robotnik, fait partie de sa famille. Elle est la petite-fille du professeur Gerald, donc la cousine d'Eggman.
Il n'est jamais fait mention des parents de Robotnik, dans aucun des jeux. Ce personnage emblématique est roux.
Dans Sonic X, les origines d'Eggman sont toujours inconnues, mais on découvre que sa famille avait établi une relation entre la Terre et le monde de Sonic.
Dans la série d'Archie Comics, le docteur Robotnik original s'appelait Julian Kintobor et avait réussi à conquérir Mobius, mais les combattants de la liberté (le groupe de Sonic) parvinrent à détruire son empire et il finit par être tué par sa propre arme. Ce Robotnik n'a jamais été appelé Eggman, ce n'est pas non plus un humain mais un Overlander, les humains de Mobius qui ont muté à cause d'une attaque alienne ; Julian était méprisé par son peuple et sa famille, il aida les Mobiens durant la guerre contre les Overlanders, puis les trahis. On a connu son remplaçant, un Robotnik d'un univers parallèle, appelé Ivo Robotnik, Robotnik Mk II, Robo-Robotnik ou encore Eggman. Bien qu'il s'appelle officiellement Robotnik, il est parfois appelé Eggman, son armée s'appelle d'ailleurs Dark Egg Légion et à sa base emblématique Death Egg. Après la Super Genesis Wave il prend définitivement le nom d'Eggman et dirige sa nouvelle Egg Army et ses généraux sont les Egg Bosses. Comme dans la série de Fleetway, ces 2 Robotnik sont extrêmement cruels, notamment le second.
Dans la série Sonic Boom (les jeux, le dessin animé et la BD), les origines d'Eggman sont toujours inconnues et il tente simplement de prendre le contrôle d'une île. Le dessin animé évoque vaguement le fait qu'il est méchant par passion et profession, son père l'avait même inscrit à l'école des savants du mal.
Dans la série d'IDW Publication, l'histoire se passe après Sonic Forces et Eggman est le même que dans les jeux vidéo.

## Historique des apparitions d'Eggman
- 1991 : Sonic the Hedgehog - Mega Drive
- 1991 : Waku Waku Sonic Patrol Car - Arcade
- 1992 : Sonic the Hedgehog 2 - Mega Drive
- 1993 : SegaSonic the Hedgehog - Arcade
- 1993 : Sonic CD - Mega-CD
- 1993 : Sonic Chaos - Game Gear et Master System
- 1993 : Sonic Spinball - Mega Drive, Game Gear et Master System
- 1993 : Dr. Robotnik's Mean Bean Machine - Mega Drive, Game Gear et Master System
- 1994 : Sonic the Hedgehog 3 - Mega Drive
- 1994 : Sonic Drift - Game Gear
- 1994 : Sonic & Knuckles - Mega Drive
- 1994 : Sonic Triple Trouble - Game Gear
- 1995 : Sonic Drift 2 - Game Gear
- 1995 : Knuckles' Chaotix - 32X
- 1995 : Sonic Labyrinth - Game Gear
- 1996 : Sonic the Fighters - Arcade
- 1996 : Sonic Blast - Game Gear
- 1996 : Sonic 3D Flickies' Island - Mega Drive et Saturn
- 1997 : Sonic R - Saturn
- 1998 : Sonic Adventure - Dreamcast
- 1999 : Sonic Pocket Adventure - Neo-Geo Pocket Color
- 2000 : Sonic Shuffle - Dreamcast
- 2001 : Sonic Adventure 2 - Dreamcast
- 2001 : Sonic Advance - Game Boy Advance
- 2001 : Sonic Adventure 2. Battle - GameCube
- 2002 : Sonic Advance 2 - Game Boy Advance
- 2003 : Sonic Pinball Party - Game Boy Advance
- 2003 : Sonic Adventure DX - GameCube
- 2003 : Sonic Battle - Game Boy Advance
- 2003 : Sonic Heroes - PS2, Xbox et GameCube
- 2004 : Sonic Advance 3 - Game Boy Advance
- 2005 : Sonic Rush - DS
- 2005 : Shadow the Hedgehog - PS2, Xbox et GameCube
- 2006 : Sonic Riders - PS2, Xbox et GameCube
- 2006 : Sonic the Hedgehog - PS3 et Xbox 360
- 2006 : Sonic Rivals - PlayStation Portable
- 2007 : Sonic Rush Adventure - DS
- 2007 : Mario et Sonic aux Jeux olympiques - Wii et DS
- 2007 : Sonic Rivals 2 - PlayStation Portable
- 2008 : Sonic Riders: Zero Gravity - PS2 et Wii
- 2008 : Sega Superstars Tennis - PS2, PS3, Xbox 360 et Wii
- 2008 : Sonic Chronicles : La Confrérie des ténèbres - DS
- 2008 : Sonic Unleashed : La Malédiction du Hérisson - PS2, Wii, PS3 et Xbox 360
- 2009 : Mario et Sonic aux Jeux olympiques d'hiver - Wii et DS
- 2010 : Sonic and Sega All-Stars Racing - PS3, Wii, Xbox 360 et DS
- 2010 : Sonic the Hedgehog 4: Episode 1 - PS3, Wii, Xbox 360, iPhone et Android
- 2010 : Sonic Free Riders - Xbox 360
- 2010 : Sonic Colours - Wii et DS
- 2011 : Sonic Generations - PS3, Xbox 360 et 3DS
- 2011 : Mario et Sonic aux Jeux olympiques de Londres 2012 - Wii et 3DS
- 2012 : Sonic the Hedgehog 4: Episode 2 - Android, iPhone, PS3 et Xbox 360
- 2012 : Sonic and Sega All-Stars Racing Transformed - Wii U, PS Vita, PS3, Xbox 360 et 3DS
- 2013 : Sonic Dash - iOS et Android
- 2013 : Sonic Lost World - Wii U et 3DS
- 2013 : Mario et Sonic aux Jeux olympiques de Sotchi 2014 - Wii U
- 2014 : Sonic Boom : L'Ascension de Lyric - Wii U
- 2015 : Sonic Runners - iOS et Android
- 2016 : Mario et Sonic aux Jeux olympiques de Rio 2016 - Wii U et 3DS
- 2016 : Sonic Boom: Fire and Ice - 3DS
- 2017 : Sonic Mania - Switch, PS4 et Xbox One
- 2017 : Sonic Forces - PS4, Xbox One et Switch
- 2019 : Team Sonic Racing - Switch, PS4 et Xbox One
- 2019 : Mario et Sonic aux Jeux olympiques de Tokyo 2020 - Switch
- 2021 : Sonic Colours Ultimate - PS4, Xbox One, PS5, Xbox Series & Switch
- 2022 : Sonic Frontiers - Switch, PS4, Xbox One, PS5, Xbox Series
- 2023 : The Murder of Sonic the Hedgehog - PC
- 2023 : Sonic Superstars - Switch, Xbox One, Xbox Series, PS4, PS5
- 2023 : Sonic Dream Team - Apple Arcade
- 2024 : Sonic X Shadow Generations - PS5, PS4, Switch, Xbox One & Xbox Series
- 2025 : Sonic Rumble - iOS & Android
- 2025 : Sonic Racing: Crossworlds - PS5, PS4, Xbox One, Xbox Series & Switch

## Créations et alliés

### Egg robot
Les robots à l'apparence du docteur Robotnik se sont développés partout dans la série, apparaissant d'abord dans Sonic and Knuckles avec les simples mais nombreux Egg-Bots.
Par la suite, apparaissent d'autres inventions : la série E-100, incluant notamment E-101 Beta, E-102 Gamma, E-103 Delta, E-104 epsilon, E-105 Zeta, E-121 Phi, E-123 Oméga.
Robotnik force Gamma à combattre son frère Beta, qui était théoriquement supérieur. L'observation du combat de Beta permit à Robotnik d'analyser ses créations et de constater que Gamma était supérieur à Beta.
Ce dernier est condamné à servir de pièces de rechange.
Après une rencontre avec Amy Rose et sa découverte accidentelle d'un Beta démonté et refait, Gamma libère les animaux emprisonnés dans les robots et n'obéit plus à Robotnik.

### Death Egg
Le Death Egg est une station spatiale de combat créée et construite par le Dr Robotnik dans Sonic the Hedgehog 2. Elle possède deux immenses canons à ultrasons qui vont servir à sa conquête de la Terre. De forme ronde, elle rappelle celle de l'ARK, qui a été fermée 50 ans plus tôt. Sonic visite la première fois cette station à la fin du jeu, lorsque Eggman prend la fuite en navette spatiale alors que sa flotte est attaquée par ce dernier. Sonic y affronte une version prototype de Metal Sonic (Silver Sonic) et le Death Egg Robot. L'explosion de ce dernier par Sonic créé d'importants dégâts dans la station qui retombe sur la Terre et qui s'écrase en catastrophe sur Angel Island de Sonic the Hedgehog 3. Le Dr Robotnik convainc le gardien de l'île, Knuckles, que Sonic est le voleur des Chaos Emeralds (qui sont originaires de l'île). Knuckles vole les Chaos Emeralds de Sonic au début du jeu et l'affrontera à divers moments, ce qui permet à Robotnik de réparer la station. Sonic arrivera finalement à temps sur la base de lancement (Lauch Base, 6e zone du jeu) et montera à bord juste avant son décollage. Son affrontement avec Robotnik causera des dommages aux réacteurs et la base retombera sur le volcan Lava Reef de l'île. Vers la fin du jeu Sonic and Knuckles, Knuckles comprend qu'il a été dupé et se lie à Sonic pour stopper les desseins du Docteur Robotnik. Il est hélas trop tard, la station est opérationnelle et tire des ondes sur le Palais Hidden Palace de Angel Island, réveillant par la même occasion le volcan. À la fin du jeu, les dommages causés au Death Egg sont considérables, si bien que Robotnik l'abandonne et fuit Super Sonic. Le Death Egg est aujourd'hui toujours en orbite autour de la Terre puisqu'il y fait une courte apparition dans Sonic Battle. Elle apparait aussi dans le DLC Metal Sonic sur Sonic and Sega All-Stars Racing et dans le jeu (et non dans un DLC présent uniquement sur PS3) Sonic and All-Stars Racing Transformed.

### L'Ark
L'Ark est une colonie spatiale construite par les Fédérations Unies en orbite autour de la terre et abritant un centre de recherche dirigé par Gérald Robotnik, le grand-père du Dr Eggman. La colonie abrite de nombreux secrets avec notamment les clones de Chaos, une copie du temple des Mystics Ruins au centre de la colonie, les prototypes de l'espèce vivante suprême (Biolizard et Shadow) et un canon surpuissant alimenté grâce à l'énergie des Emeraudes du Chaos : l’Eclipse Cannon. Ce canon était à l'origine créé pour protéger la Terre d'une invasion extraterrestre orchestré par Black Doom qui avait collaboré à la création de Shadow. Un jour, les Fédérations Unis décidèrent de supprimer toute trace des projets top secrets de la colonie et envoya le GUN (Gardes Unis des Nations) pour faire le ménage. Gérald Robotnik ordonna à sa petite fille, Maria Robotnik de fuir avec Shadow mais fut abattu par un soldat. Devenu fou de chagrin, Gérald Robotnik reprogramme la station pour que le canon soit orienté en direction de Mobius et confie à Shadow la mission de venger la mort de Maria avant d'être à son tour abattu. 50 ans plus tard, Shadow, libéré par le Dr Eggman, s'associe avec ce dernier et avec Rouge afin de réunir les Emeraude du chaos et de détruire la Terre grâce à l'Eclipse Canon. Le canon provoquera de nombreux dégâts : la moitié de la Lune est détruite par le Dr Eggman dans Sonic Adventure 2 ainsi que la capitale Central City est rayée de la carte à cause de Shadow dans Shadow the Hedgehog (la destruction de la ville dépend des directives du joueur). L'Eclipse Cannon reprendra sa fonction initiale (la défense de la Terre) à la fin de Shadow the Hedgehog en détruisant la Black Comet des Black Arms.

### Metal Sonic
Robotnik, mis à part les robots qu'il créé à son image, semble aussi essayer de créer le robot ressemblant le plus possible à Sonic pour contrer son rival. Sa première tentative a été appelée le Roller (arma au japon), qui était dans la Spring Yard zone de Sonic the Hedgehog. C'était en quelque sorte un échec, puisqu'ils pouvaient seulement faire le Rolling Spin Attack et le Jumping Spin Attack et pouvaient être détruits par Sonic très facilement.
Mecha Sonic dans Sonic the Hedgehog 2 est une amélioration sur le modèle du Roller, mais est toujours un échec du fait qu'il était l'opposé total de l'original - lent, peu maniable, grand, stupide et ne peut pas courir seulement rouler.
Il existe une autre version de Silver Sonic (Mecha Sonic au japon) dans le jeu Sonic the Hedgehog 2 sur Master System. Cette version du robot est bien plus proche de Sonic. Il est aussi le gardien de la 6e Emeraude du Chaos. Il réapparaît dans Sonic Pocket Adventure en tant que boss.
Dans Sonic and Knuckles, le Dr Robotnik créa un autre robot : Mecha Sonic Mark 2. Il est d'apparence plus lisse et plus agressif, mais aussi plus rapide et capable de voler. Ce robot redoutable est même capable d'utiliser le pouvoir de l'émeraude mère pour se transformer en Super Mecha Sonic. Cette version apparaît comme boss à trois reprises dans le jeu. Celui-ci sera le dernier Boss de Knuckles. On peut aussi l'apercevoir en tant qu'easter egg dans Sonic Adventure.
La plus couronnée de succès, et aussi celle qui revient le plus souvent, est jusqu'à présent Metal Sonic. Cependant il subit quand même une défaite face à Sonic dans Sonic CD, mais a continué à harceler le groupe des Chaotix, notamment en se transformant en une version géante de lui-même, mais il a encore une fois été défait. Dans Sonic Heroes, Metal Sonic se fait passer pour Robotnik car il souhaite copier l'ADN des héros mais est finalement encore battu. Il apparaît également dans la version PS3 de Sonic and Sega All-Stars Racing et dans le jeu Sonic and All-Stars Racing Transformed.

### Le parc d'attractions
Dans le jeu Sonic Colours, Eggman crée un parc d'attractions en orbite autour de Mobius afin d'utiliser les pouvoirs aliens des Wisp. Il contient 8 niveaux : Tropical Resort, Sweet Mountain, Starlight Carnival, Planet Wisp, Game Land (multijoueur), Aquarium Park, Asteroid Coaster et Terminal Velocity (plus le niveau bonus Egg shuttle)

### Orbot & Cubot
Ce sont ses robots assistants mais ils sont stupides et immatures à son grand malheur.

### Le Time Eater
Dans le jeu Sonic Generations, après avoir perdu contre Sonic dans Sonic Colours, Eggman aperçoit une entité capable de distordre l'espace-temps. Il décide de la contrôler pour effacer toutes ses défaites passées contre Sonic en faisant équipe avec son double du passé, le Dr Robotnik. Il capture ensuite les amis du hérisson bleu pour l'attirer dans une dimension où Sonic et son propre double du passé peuvent voyager dans le temps en explorant des niveaux et affrontant des Boss déjà connus des précédents jeux de Sonic.

### Les effroyables Six
Dans le jeu Sonic Lost World le Docteur Eggman a de nouveau capturé des petits animaux pour en faire une armée de robots. Il contrôlait une bande de 6 mystérieuses créatures nommées Zétis grâce à une conque cacophonique qui lui permettait de les affaiblir jusqu’à ce que Sonic l'en débarrasse. Ce dernier a libéré les Zétis de l'influence du docteur sans le savoir et a permis à ces créatures de se rebeller, mettant ainsi le monde en danger qui utilise sa machine a absorber l'énergie vitale de la planète. Pour arrêter ses monstres Eggman a dû faire équipe avec ses ennemis de longue date : Sonic et Tails.

### Infinite
Dans le jeu Sonic Forces, le Dr Eggman a créé un être surpuissant à partir du chef de l'Escouade Chacal et du Ruby Fantôme, une pierre qui envoie de fausses informations aux cerveaux des ennemis et qui rend les illusions réelles. Infinite parvient à battre Sonic ce qui a permis à Eggman de conquérir le monde, mais après que Sonic ait été secouru par la nouvelle recrue de la Résistance et avec l'aide de ce dernier et de son double du passé des jeux Megadrive, Sonic parvient à vaincre Infinite.

### Sage
Dans le jeu Sonic Frontiers Eggman a créé Sage, une intelligence artificielle capable de contrôler les robots et de voyager dans le cyberespace mais elle a aussi une capacité d'analyse hors du commun. Eggman avait créé Sage à partir d'une technologie issue d'une ancienne civilisation très avancée qui provenait d'une autre planète. Au départ Sage était juste une simple création aux yeux de son créateur mais au fil du temps il se demandait si elle n'est pas plus que ça et il commence à la voir comme sa propre fille au point même de se demander dans ses mémoires si elle est comme sa défunte cousine Maria qu'il n'a pas connu. En étant prisonnier du cyberespace de l'archipel Starfalls Islands, Eggman comptait sur Sage pour l'aider à sortir mais à force que Sonic avance dans l'aventure Sage pense que si Sonic et son créateur qu'elle considère comme son père faisait équipe comme dans Sonic Adventure 2 et Sonic Heroes fera une équipe infaillible mais par fierté et par orgueil, Eggman refuse son idée car étant l'ennemi juré de Sonic il ne veut pas faire équipe avec lui.
Sage avait attirer les sept Émeraudes du Chaos sur Starfalls Islands pour s'en servir contre The End, l'ennemi de la civilisation de cet archipel et lorsque Sonic, Tails, et Amy arrivent, elle enferma les amis du hérisson bleu y compris Knuckles, dans les différentes iles de l'archipel et elle tenta de dissuader Sonic par tous les moyens comme l'avertir que ses analyses lui prédisent que ses chances sont nulles et utiliser les Titans contre lui mais à force de le voir si motivé pour sauver ses amis malgré ses analyses et ses souffrances, Sage finit par comprendre que Sonic est un être formidable et elle décida de l'aider dans sa lutte contre The End, l’ennemi des Ancêtres. Lors de la bataille finale contre The End, Sage combattit aux côtés de Super Sonic et se sacrifia pour sauver le monde à la grande peine d'Eggman qui avait enfin fini par l'accepter comme sa propre fille. À la dernière cinématique du jeu, Eggman ramena Sage à la vie dans son ordinateur.

## Son nom dans les jeux
Eggman a connu plusieurs noms. Dans les jeux japonais, on le connaissait toujours simplement comme « Docteur Eggman ». Cependant, dans tous les jeux Sonic sortis en Amérique et en Europe jusqu'à Sonic Adventure, on l'a connu sous le nom de Dr Robotnik. Le mot slave robotnik (ouvrier, travailleur forcé) est également à l'origine du mot « robot » créé par Karel Čapek en 1920.
Dans Sonic Adventure cependant, Sega a voulu convertir les joueurs européens et américains au nom japonais, Dr. Eggman. Initialement, les deux noms ont été utilisés, il s'appelait lui-même Robotnik tandis que les autres personnages (Sonic et ses amis seulement) l'appelaient Eggman (Sous forme d'insulte). Dans les jeux suivants et aussi dans le doublage anglais de Sonic X, le nom Robotnik a été supprimé quasi entièrement de la série, à l'exception de Sonic X en français (dans lequel seul le nom Robotnik est utilisé).
Le nom d'Eggman provient de la chanson des Beatles I Am the Walrus (composée par Paul McCartney et John Lennon). Les paroles « I am the Eggman » sont chantées au début du refrain. Si le morse de la chanson (the walrus en anglais) fait référence initialement au personnage de la comptine Le Morse et le Charpentier de Lewis Carroll dans son livre De l'autre côté du miroir, on peut remarquer que le protagoniste de la série possède des moustaches comme un morse, bien que son design général ait été influencé par le président américain Theodore Roosevelt.
Dans le jeu Sonic Generations, les différents noms, Robotnik du passé, et Eggman du futur, fait l'objet d'un gag lors d'un dialogue entre les deux personnages.
Dans les versions américaines et les comics, Robotnik est surnommé par Sonic « Ro-butt-nick » (Spoutnik en français).
Dans les mémoires du savant fou qu'on peut obtenir dans Sonic Frontiers en jouant au mini-jeu de Big the Cat, confirme que le nom « Eggman » est à l'origine une moquerie de Sonic, mais Robotnik finit par accepter ce nom, qui est maintenant craint de tous, ce qui le fait rire à son tour.

## Sega Sonic
La série Sega Sonic a été créé par Sega of Japan pour le jeu original, elle est souvent considérée comme le scénario « officiel ».
Comme Sonic est une création japonaise, le scénario japonais devrait être le vrai.
Cette série ne donne pas beaucoup informations sur les origines d'Eggman, seulement qu'il est un scientifique fou qui veut conquérir le monde en asservissant la population animale et en les enfermant dans des robots. Il essaye de trouver les Émeraudes du Chaos afin de pouvoir exploiter leur puissance. Ce scénario a en partie été repris dans les jeux modernes.
Malgré le fait que les jeux les plus récents ont présenté quelques autres membres de la famille de Robotnik, son histoire est toujours en grande partie inconnue.

## Autres médias
Il apparaît dans la quasi-totalité des dessins animés issus de la franchise Sonic : Les Aventures de Sonic (1993), Sonic the Hedgehog (1993-1994), Sonic le Rebelle (1999), Sonic X (2003-2005), Sonic Boom (2014-2017) et Sonic Prime (2022-2024).
Comme Sonic, le Dr Eggman apparait dans le film Les Mondes de Ralph en tant que membre des Méchants anonymes, mais à l'inverse du hérisson, il ne revient pas dans la suite.
Jim Carrey l'incarne dans le long métrage Sonic, le film (2020) de Jeff Fowler, ainsi que dans ses deux suites sorties en 2022 et 2024.

## Famille Robotnik
- Gerald Robotnik : Grand-père du Dr Robotnik, c'est un professeur de renommée mondiale en matière de recherche sur la génétique. Il dirigeait le centre de recherche de la colonie spatiale Ark et tente en créant l'espèce vivante suprême, de trouver un remède pour sa petite fille atteinte d'une maladie incurable. Il sera finalement abattu par le GUN sur ordre des Fédérations Unies.
- Maria Robotnik : Petite fille du Professeur Robotnik et cousine du Dr Robotnik, elle est atteinte d'une maladie incurable et ne peut pas vivre sur Terre. Elle habite donc avec son grand-père, à la colonie Ark. Elle se lie d'amitié avec Shadow mais est abattue par un soldat du GUN en voulant sauver Shadow lorsque l'armée est venue le chercher.
- Ivo Robotnik : Scientifique idéaliste voulant à tout prix écraser les Fédérations Unies pour faire place au Robotnik Empire.
- Shadow : C'est un hérisson issu d'expériences génétiques. Il est très lié à la famille Robotnik du fait qu'il a vu Maria agoniser sous ses yeux. Il n'hésitera pas à s'associer à plusieurs reprises au Dr Robotnik pour la venger avant de prendre conscience que ce n'est pas ce que Maria aurait voulu.
- Eggman Nega Robotnik : Eggman Nega est un descendant de la famille de Robotnik (divulgué comme un homologue inter-dimensionnelle au début, c'est bien plus tard dans la série qu'il fut dévoilé comme descendant direct de Robotnik). Nega viens du monde futur et exécuta un voyage dans le temps pour effacer son ancêtre de la chronologie, car a cause des différentes defaites sur Sonic, Eggman ruina la reputation de la famille Robotnik.
- Dans la série d'Archie, Robotnik a une famille plus complète. Son vrai nom est Julian Kintobor. Il fait équipe avec son neveu, Colin Kintobor Jr., surnommé Snively Robotnik. Snively est l'esclave et le souffre-douleur de son oncle, mais il est aussi méchant que lui et prend la tête de l'Eggman Empire après que Robotnik a perdu la raison à la suite d’une défaite contre Sonic. La famille de Robotnik compte bien d'autres membres mais la majorité est soit morte, soit robotisée puis détruite.
- Sage : Intelligence artificielle créé par Eggman, ce dernier ne voyait en Sage qu'un programme conçu comme un autre, mais avec le temps il finit par la voir comme sa propre fille.